# Vacatio legis
Vacatio legis es un término técnico jurídico que designa el periodo entre el anuncio de la legislación y su entrada en vigor.
Si bien es habitual que la propia norma establezca el momento de entrada en vigor, es posible que en su lugar lo dicten normas de aplicación subsidiaria. Por ejemplo, en España en caso de que una ley no establezca un plazo específico para su entrada en vigor, se entiende que lo hará 20 días después de su completa publicación en el Boletín Oficial del Estado, salvo disposición en contraria. En el caso de Brasil son 45 días después de su publicación, y en territorio nacional fuera de sus fronteras (embajadas, aeronaves...) de tres meses (art.1.1 LICC) (salvo disposición en contrario). En el caso de la República de El Salvador, esta se encuentra regulada en el art. n.º 140 de la Constitución que dice que «... para que una ley de carácter permanente sea obligatoria deberán transcurrir, por lo menos ocho días después de su publicación. Este plazo podrá ampliarse, pero no restringirse».[cita requerida]
Para el caso del derecho canónico el período de vacatio legis es de tres meses tras su publicación en las Acta Apostolicae Sedis (cf. CIC canon 8). 

## Razones para elvacatio legis
En ocasiones es necesario establecer por distintas razones un periodo de vacatio legis. Entre estas razones podemos citar:
— Por motivos de publicidad ante la necesidad de que las personas a quienes se va a aplicar la norma deban primero estudiarla;
— la necesidad de un plazo para emitir otras normas accesorias;
— por motivos técnicos, para preparar su correcta aplicación;
— cuestiones prácticas diversas. Por ejemplo, sería lo lógico que la norma que establece un plan de estudios tenga una vacatio legis hasta el curso siguiente, para que se aplique desde el principio.